# Дунай-Іллер-Рейнський лімес

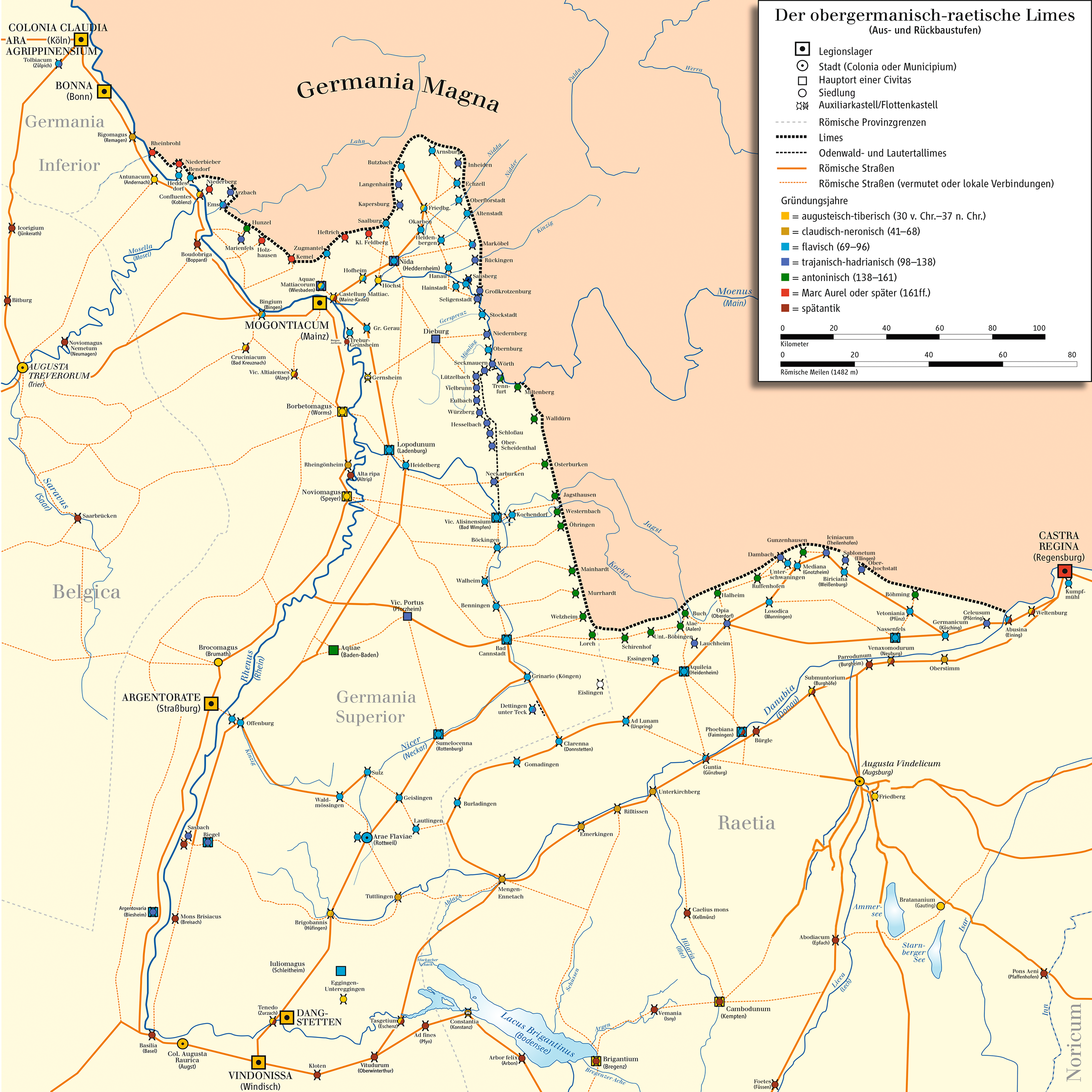
Форти Верхньогермансько-реційського лімесу та Дунай-Іллер-Рейнського лімесу

Дунай-Іллер-Рейнський лімес — велика система оборонних споруд часів Римської імперії облаштована наприкінці III столітті н.е. після падіння Верхньогермансько-реційського лімесу. У вузькому сенсі слова означає ланцюг укріплень між Боденським озером і Дунаєм ; в розширеному тлумаченні — також інші пізньоримські оборонні споруди на Рейні  і Дунаї.

## Географія лімесу
У першу чергу, набіги алеманів у середині III століття змусили задуматися про стратегії військового захисту північно-західних кордонів Імперії. Верхньогермансько-реційський лімес, що не замислювався як серйозна оборонна лінія, був залишений після 260 року. Військові з'єднання римлян зайняли тепер набагато зручніші для оборони позиції по берегах річок, перш за все Рейну, Дунаю та Іллер ((лат. Hilaria)), вміло використовуючи особливості місцевого ландшафту. Поряд із відновленням каструму у Віндоніссі (сучасний Віндіш) близько 256 року, починаючи приблизно з 285 року була збудована ціла мережа каструмів уздовж Дунаю, Іллер, Верхнього Рейну і на Боденському озері, в тому числі лат. Basilia (Базель), Augusta Raurica (Кайзераугст), Tenedo (Бад-Цурцах), Constantia (Констанц), Arbor Felix (Арбон), Brigantium (Брегенц) та Caelius Mons (Келльмюнц).

## Лімес у римській оборонній тактиці
Нез'ясованим, проте, залишається питання, чи почалося будівництво вже за імператора Проба, як про те свідчить напис з Аугсбурга, що прославляє його як лат. restitutor provinciarum et operum publicarum, або — що більш імовірно — за Діоклетіана і його співправителів. На користь останньої версії свідчать археологічні знахідки: монети і різного роду посвячення. Так, згідно з одним із написів, спорудження каструму Тасгетіум належить до проміжку між 293 і 305 роками. Діоклетіан і після нього Костянтин в ході військової реформи застосували новий метод охорони кордону, функціонально розділивши легіон на лімітанів — невеликі загони, розташовані в численних каструмах безпосередньо на кордоні, і на комітанів — найбоєздатніші частини мобільного характеру, в разі потреби висувалися до місця конфлікту з внутрішніх областей. Таким чином, з одного боку, чисельність безпосередньої прикордонної варти була в кожному окремому випадку зменшена, а з іншого — було збільшено кількість власне каструмів і сторожових веж, так званих лат. burgi, для кращого контролю за ситуацією. Деякі каструми на Рейні забезпечували, крім того, безпеку переправи на північний берег, маючи на іншому боці річки невелике укріплення, як, наприклад у Тасгетіумі або в Могонтіакумі (сучасний Майнц); інші ж каструми, як каструм Лоподунум (сучасний Ладенбург), були доступні тільки з води. Функція таких пізньоантичних оборонних споруд, як показує кількість малих фортець і сторожових веж, полягала не в захисті від масованого нападу, стримати яке вони не були в стані, але скоріше в спостереженні і в відлякуванні загонів мародерів. Аж до IV століття (точно до 378 року) римська армія регулярно робила каральні або превентивні походи по той бік лімесу (наприклад за Юліана Відступника або Граціана) з метою залякування, покарання або запобігання скоординованої атаки проти римських володінь.